# Liste der Biografien/Spl
Liste der Biografien |
Portal Biografien |
Personensuche
# |
A |
B |
C |
D |
E |
F |
G |
H |
I |
J |
K |
L |
M |
N |
O |
P |
Q |
R |
S |
T |
U |
V |
W |
X |
Y |
Z |
?
 
Sa |
Sb |
Sc |
Sd |
Se |
Sf |
Sg |
Sh |
Si |
Sj |
Sk |
Sl |
Sm |
Sn |
So |
Sp |
Sq |
Sr |
Ss |
St |
Su |
Sv |
Sw |
Sy |
Sz
 
Spa |
Spe |
Sph |
Spi |
Spl |
Spo |
Spr |
Spu |
Spy
Die Liste der Biografien führt alle Personen auf, die in der deutschsprachigen Wikipedia einen Artikel haben. Dieses ist eine Teilliste mit 38 Einträgen von Personen, deren Namen mit den Buchstaben „Spl“ beginnt.

## Spl

### Spla
- Splanchnoptes-Maler, attischer Vasenmaler
- Splanemann, Herbert (1912–1945), deutscher Widerstandskämpfer und Kommunist
- Splash, Jack, US-amerikanischer Musikproduzent

### Sple
- Spleiss, David (1786–1854), Schweizer evangelischer Geistlicher
- Spleiss, Thomas (1705–1775), Schweizer Mathematiker und Astronom
- Splényi von Miháldy, Gabriel (1734–1818), Feldmarschalllieutenant und Kommandeur des Militär-Maria-Theresia-Ordens sowie Inhaber des Infanterie-Regiments Nr.51
- Splet, Alan (1939–1994), US-amerikanischer Tontechniker
- Spleth, Michael (* 1967), deutscher Hörfunkmoderator, Sprecher und MusikerMichael Spleth (* 1967)

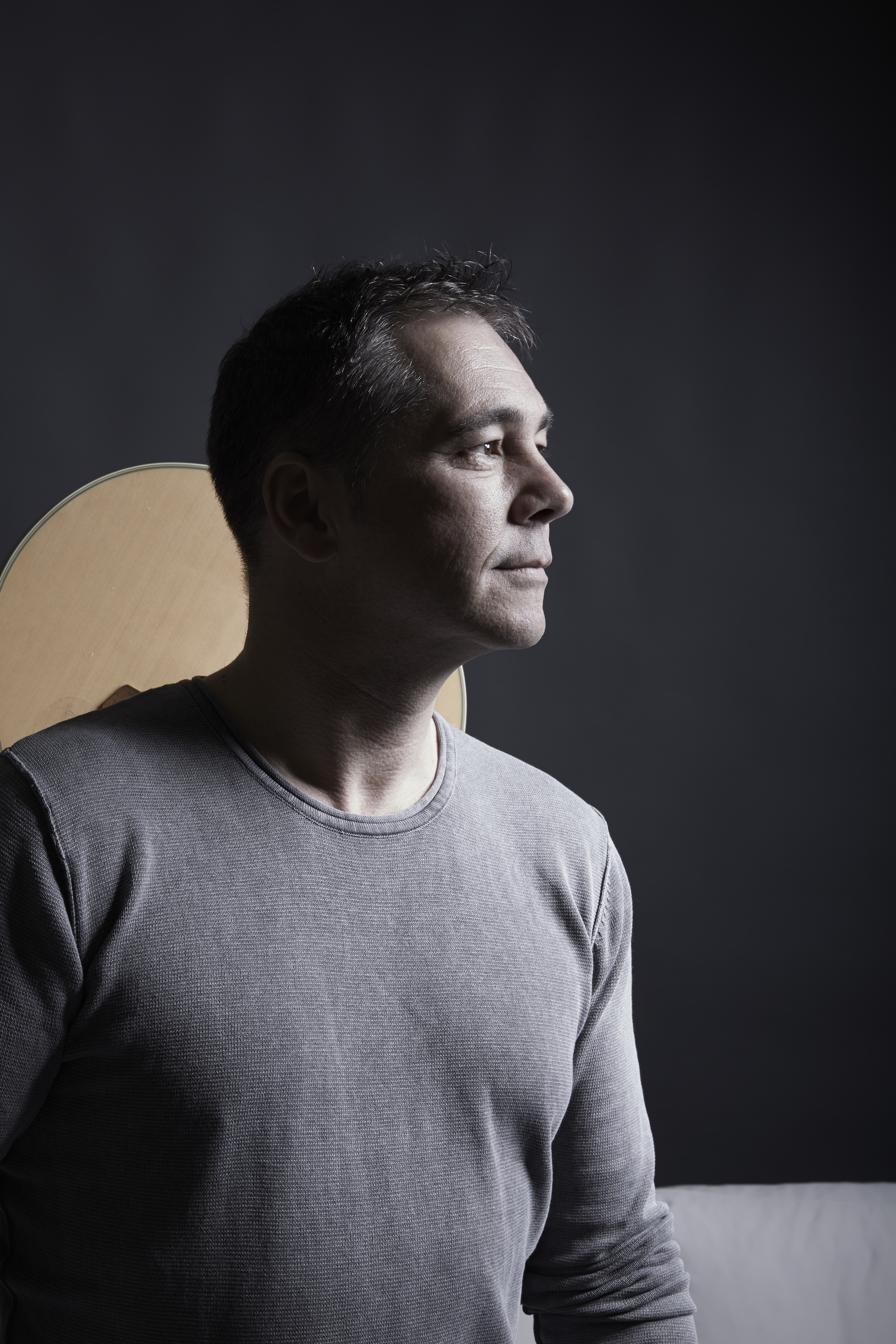
Michael Spleth (* 1967)

- Splett, Carl Maria (1898–1964), Bischof von Danzig, Administrator der polnischen Diözese Kulm
- Splett, Gabriele (* 1962), deutsche Badmintonspielerin
- Splett, Gisela (* 1967), deutsche Politikerin (Bündnis 90/Die Grünen), MdL
- Splett, Jörg (* 1936), deutscher römisch-katholischer Religionsphilosoph und Anthropologe
- Splett, Meinolf (1911–2009), deutscher Maler und Grafiker
- Spletter, Carla (1911–1953), deutsche Opernsängerin (Sopran)
- Splettstößer, Dietrich (1941–2018), deutscher Wirtschaftsinformatiker
- Splettstößer, Erwin (1906–1932), deutscher Schauspieler
- Splettstößer, Peter-Jörg (1938–2024), deutscher Maler

### Spli
- Šplíchalová, Olga (* 1975), tschechische Schwimmerin
- Spliedt, Franz (1877–1963), deutscher Politiker (SPD), MdR, MdHB
- Spliedt, Heinrich (1910–1959), deutscher Widerstandskämpfer gegen den Nationalsozialismus
- Spliesgardt, Ronald (1953–1991), deutscher Radsportler
- Splieth, Heinrich (1877–1929), deutscher Bildhauer
- Splieth, Heinrich Josef (1842–1894), deutscher Holz- und Bildschnitzer sowie Kunsthandwerker
- Splieth, Wilhelm (1862–1901), deutscher Prähistoriker
- Splinter, Ilias (* 2005), niederländischer Fußballspieler
- Splinter, Tracy (* 1971), deutsch-südafrikanische Spoken Word AutorinTracy Splinter (* 1971)

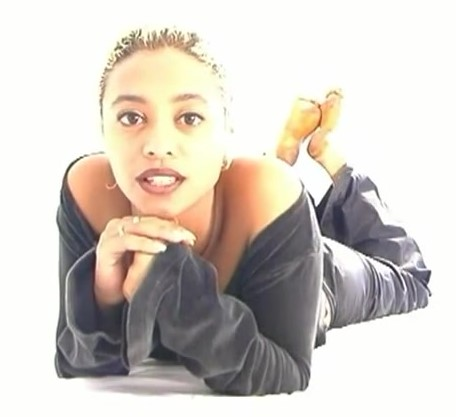
Tracy Splinter (* 1971)

- Splitgerber, August (1844–1918), deutscher Landschaftsmaler
- Splitgerber, Christine, deutsche Malerin
- Splitgerber, David (1683–1764), preußischer Unternehmer und Bankier
- Splitgerber, David von († 1826), Jägermeister im Dienste des Prinzen Ferdinand von Preußen
- Splitgerber, Fritz (1876–1914), deutscher Landschaftsmaler
- Splitt, Katrin (* 1977), deutsche Rudersportlerin
- Splitt, Maria (* 1957), liechtensteinische Leichtathletin
- Splitt, Rainer (* 1963), deutscher Künstler
- Splitter, Tiago (* 1985), brasilianischer Basketballspieler
- Splittgerber, Kai (* 1981), deutscher Autor
- Splittgerber, Otto (1896–1971), deutscher Fußballspieler

### Splu
- Splunteren, Max van (* 1996), niederländischer Autorennfahrer